# برامدين

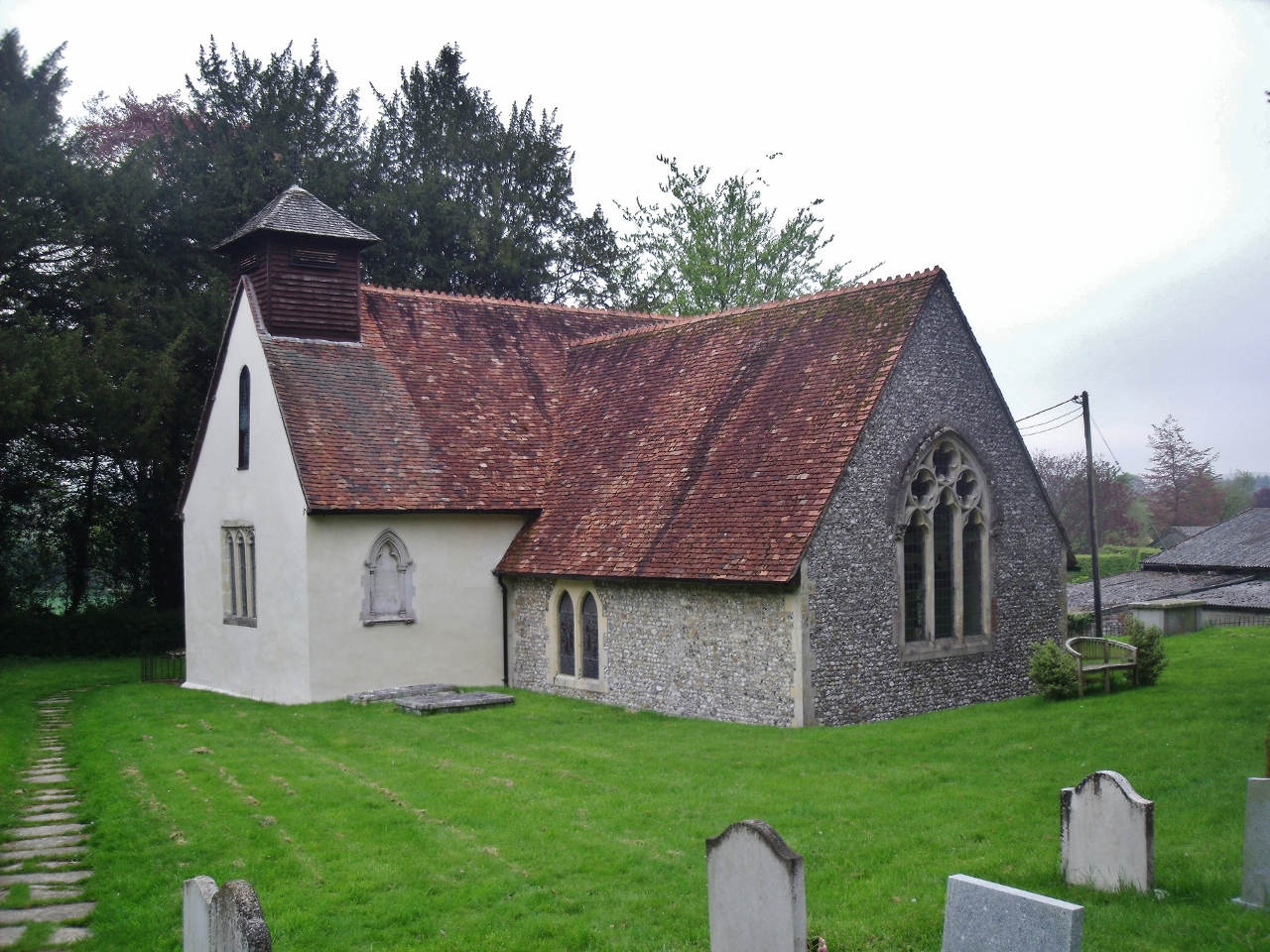
كنيسة القديس سيمون وسانت جود)

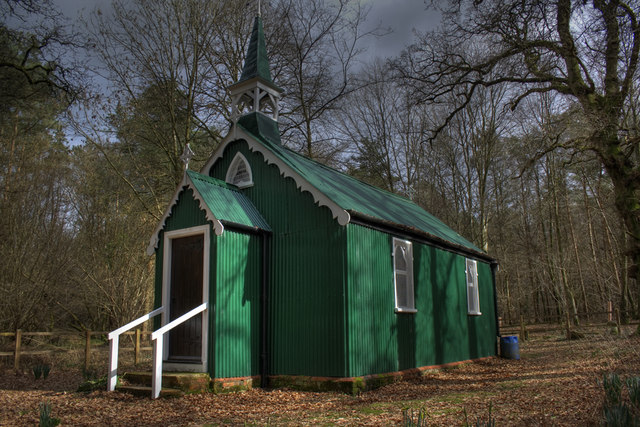
صورة للكنيسة الصغيرة التي تقع داخل الغابة

برامدين هي قرية في هامبشير (مقاطعة)، إنجلترا. كنيسة القرية تعود للقرن 12th، وهي مكرسة للقديس سيمون وسانت جود. توجد هناك أيضا كنيسة صغيرة تقع في الغابة والتي تحتفظ بها الاسقف الخيرية.

موقع القرية على خريطة أنكلترا